# 李晟 (成化進士)
李晟（1436年—？），字孔暘，山東東昌府濮州人，軍籍。明朝政治人物。進士出身。

## 生平
山東鄉試第六十一名。成化五年（1469年）乙丑科會試第六名，殿試登進士第三甲第三十七名。

## 家族
曾祖李思中。祖父李彥名。父亲李恭，曾任知縣。